# Sitio de Lérida (1413)
El asedio de Lérida de 1413 fue una de las batallas de la revuelta del conde de Urgel.

## Antecedentes
El rey de Aragón Martín el Humano tenía una gran consideración por Jaime II de Urgel a quien nombró lugarteniente del reino de Aragón el 22 de septiembre de 1408. Muerto el heredero Martín el Joven el 25 de julio de 1409, Jaime es nombrado Gobernador General de la Corona de Aragón el 5 de agosto de ese año, cargo que solía ostentar el primogénito real. Poco antes de morir, el rey Martín el Humano revocó el 17 de mayo de 1410 el nombramiento de Jaime debido a las alteraciones que provocó en Zaragoza, donde introdujo tropas armadas y se enfrentó al gobernador de Aragón Gil Ruiz de Lihorí, al Justicia Mayor de dicho reino Juan Jiménez Cerdán y al arzobispo García Fernández de Heredia.
El resultado del Compromiso de Caspe instaló en el trono al candidato Fernando de Antequera en detrimento de Jaime II de Urgel, que no había sabido administrar las oportunidades políticas que le había facilitado el rey Martín. El asesinato del arzobispo de Zaragoza por parte de Antón de Luna le hace perder el apoyo del brazo eclesiástico dominado por Benedicto XIII y Vicente Ferrer, quien jugaría el apoyo del candidato castellano. Como noble, no cultivar el favor de la nobleza y la burguesía barcelonesa. Estas debilidades y los soportes y dinero de Fernando acabaron decantando la balanza en la conclusión del Compromiso de Caspe el 28 de junio de 1412.
Así, por las instigaciones de Margarita de Montferrat y de algunos consejeros y nobles fieles, como Antón de Luna, le animó a sublevarse en mayo de 1413 contra el rey con el apoyo de mercenarios ingleses y gascones, mientras se desarrollaban en Barcelona las Cortes de 1413.

## El asedio
Las tropas partidarias de Jaime II de Urgel atacaron Lérida partiendo de Albesa y se apoderaron de Corbins y los molinos de Picabaix, pero no consiguieron la rendición de la ciudad.

## Consecuencias
El fracaso en Lérida y la derrota en la batalla de Alcolea de Cinca el 10 de julio imposibilitó reunir los ejércitos de Urgel y de Aragón. Mientras Antón de Luna fue bloqueado en el castillo de Loarre, Jaime se encierra en Balaguer a la espera de la ayuda inglesa y que acababo con la rendición del conde al rey el 31 de octubre de 1413. El castillo de Loarre cayó a principios de 1414, dándose por sofocada la revuelta.